# Benedict To Varpin
Benedict To Varpin (ur. 24 lipca 1936 w Volavolo, zm. 8 września 2020 w Rabaul) – melanezyjski duchowny rzymskokatolicki, biskup Bereiny, arcybiskup Madangu.

## Biografia
Benedict To Varpin urodził się 24 lipca 1936 w Volavolo w Nowej Gwinei Australijskiej. 24 stycznia 1971 otrzymał święcenia prezbiteriatu i został kapłanem archidiecezji Rabaul.
30 października 1979 papież Jan Paweł II mianował go biskupem Bereiny. 19 marca 1980 przyjął sakrę biskupią z rąk swojego poprzednika bpa Louisa Vangeke MSC. Współkonsekratorami byli biskup pomocniczy Rabaulu George To Bata oraz biskup Mendi Firmin Martin Schmidt OFMCap.
26 stycznia 1987 papież mianował go koadiutorem arcybiskupa Madangu. 31 grudnia 1987, po przejściu swojego poprzednika na emeryturę, objął arcybiskupstwo. Był pierwszym ordynariuszem Madangu pochodzącym z Papui-Nowej Gwinei. 24 lipca 2001 zrezygnował z arcybiskupstwa.